# Jan Firbas
Jan Firbas (Brno, 25 de marzo de 1921-Brno, 5 de mayo de 2000) fue un lingüista checo, uno de los representantes más prominentes de la Escuela de Lingüística de Praga.

## Biografía
Nacido en Brno, entonces Checoslovaquia,  estudió inglés, alemán y filosofía en la Facultad de Artes de la Universidad Masaryk. Desde 1949 fue miembro del Departamento de Estudios ingleses y americanos de la misma facultad hasta su muerte en 2000.Se convirtió en miembro del Círculo de Lingüística de Praga, el cual estaba prohibido bajo el régimen comunista. La persecución por parte del gobierno comunista y su ascendencia protestante, rechazando afirmar sus creencias en público afectaron a su carrera académica. A pesar de su renombre internacional, pasarán diez años para que su habilitación fuese oficialmente aprobada y se convirtiera en profesor universitario, que conseguirá serlo finalmente en 1990. En 1986,  se le nombró doctor honoris causa por las universidades de Lovaina y Leeds, y en 2000 por la Universidad de Turku. Aunque fue numerosas veces invitado a dar conferencias por todo el mundo en las décadas de 1970 y 1980, solo empezaría aceptarlas después de la caída del régimen comunista en noviembre de 1989. Jan Firbas murió el 5 de mayo de 2000 en Brno.
Firbas desarrolló una teoría de Estructura informacional llamada Perspectiva de oración funcional (FSP por sus siglas en inglés Functional Sentence Perspective), inspirándose en el trabajo de Vilém Mathesius. Jan Firbas será el que acuña el término Functional Sentence Perspective. Escribirá más de 100 artículos sobre el tema y publica una monografía en 1992 detallando su acercamiento a la estructura informacional. El discípulo más destacado de Firbas fue Aleš Svoboda, con quien colaboró estrechamente en la década de 1970 y 1980 en el desarrollo y concreción de los conceptos claves en la teoría de Functional Sentence Perspective. La contribución más importante de Jan Firbas al estudio de estructura informacional es destacar el hecho de que "el orden de las palabrasno es el único medio del FSP", corrigiendo la visión de Vilém Mathesius en la que afirmaba que el "inglés es menos susceptible a la FSP que el checo" (ibid.). Investigaciones más tardías le llevan a postular una visión sistémica del FSP en la que "el contexto, la modificación linear, la semántica y en el lenguaje oral la entonación conforman los factores fundamentales del FSP".